# Listy (pismo)
Listy – czeskie, z początku emigracyjne, pismo kulturalno-społeczno-polityczne, założone w 1971 roku w Rzymie przez Jiříego Pelikana. 
Po 1989 roku  redakcja przeniosła się do Pragi, a obecnie mieści się w Ołomuńcu. Współredaktorem jest, piszący również po polsku, poeta, krytyk literacki i tłumacz Václav Burian.